# Jaroslav Kurzweil
Pour les articles homonymes, voir Kurzweil.
Jaroslav Kurzweil (né le 7 mai 1926 et mort le 17 mars 2022) est un mathématicien tchèque.

## Biographie
Il dirigeait l'équipe de recherche en mathématiques de l'Académie tchèque des sciences.
Il est renommé pour avoir défini l'Intégrale de Kurzweil-Henstock en termes de sommes de Riemann.

## Prix et distinctions
- Médaille Bernard Bolzano
- Médaille du Mérite de la République tchèque
- Docteur honoris causa de l'université Masaryk (2001)

## Principales publications
- On Approximation in Real Banach Spaces. Studia Mathematica XIV, p. 214-231 (1954)
- Generalized Ordinary Differential Equations and Continuous Dependence on a Parameter. Czechoslovak Math. Journal 7, 82, p. 418-449, 1957
- Henstock-Kurzweil Integration. World Scientific, Singapore, 2000
- Integration between the Lebesgue Integral and the Henstock-Kurzweil Integral, World Scientific, Singapore, 2002